# Pentekostal hermeneutik
Pentekostal Hermeneutik av grekiskans pentekoste "pingst" och hermeneutik "tolkningslära" d.v.s. den särskilda Bibeltolkning som återfinns inom pentekostalismen, den internationella pingströrelsen.
I kölvattnet till den frambrytande pingströrelsen, med renässansen av de Andliga nådegåvorna upplevde anhängarna till rörelsen att Bibeln fick en allt större betydelse, även i det personliga livet. Efterhand utvecklades en lära att man, eftersom man stod i en delad erfarenhet av den Heliga Ande med Bibelns författare, kunde läsa Bibeln under inspiration från den Helige Ande och därmed få djupare betydelser uppenbarade för sig. Dessutom tyckte man sig återupptäcka sanningar som den etablerade kyrkan övergett. Detta gjorde att pingstvännerna talade om Bibeln som ett levande Ord.